# Niderlandy Burgundzkie
Nazwa Niderlandy Burgundzkie dotyczy części terytoriów dzisiejszej Belgii, Holandii, Luksemburga i północnej Francji pod rządami władców Burgundii w latach 1384–1477.

## Historia
Znaczna część Niderlandów została odziedziczona przez książąt burgundzkich, młodszą linię francuskiego domu panującego Walezjuszów w 1384 roku, po śmierci Ludwika II de Male, hrabiego Flandrii. Jego następczyni, Małgorzata III Flandryjska poślubiła Filipa II, który dzięki temu związkowi odziedziczył hrabstwa Flandrii, Artois, Rethel i Nevers. Rozpoczęło się burgundzkie panowanie w Niderlandach.
Obszary kontrolowane przez Burgundię poszerzyły się w 1421 roku o hrabstwo Namur, w 1430 o Brabancję i Księstwo Limburga, hrabstwa Holandii, Hainaut i Zelandii, o Luksemburg w 1443 oraz o Geldrię w 1473. Koniec panowania władców Burgundii miał miejsce w 1477, gdy Karol Śmiały zginął pod murami Nancy nie zostawiając męskiego spadkobiercy. Na mocy prawa salickiego Księstwo Burgundii zostało włączone do Francji, a Niderlandy oraz Hrabstwo Burgundii do Austrii, dzięki małżeństwu Marii Burgundzkiej z Maksymilianem I z rodu Habsburgów.
Władcy burgundzcy rządzący Niderlandami:
- Małgorzata III Flandryjska (1384–1405)
- Jan bez Trwogi (1405–1419)
- Filip III Dobry (1419–1467)
- Karol Śmiały (1467–1477)
- Maria Burgundzka (1477–1482)